# جائزة جنوب إفريقيا الكبرى للدراجات النارية 1999
جائزة جنوب أفريقيا الكبرى للدراجات النارية 1999 هو سباق دراجات نارية أقيم بتاريخ 10 أكتوبر 1999. كان الجولة الرابعة عشر من أصل 16 في سباق الجائزة الكبرى للدراجات النارية موسم 1999. فاز الإيطالي ماكس بياجي بفئة 500 سي سي بينما جاء الإسباني سيت جيبيرنو في المركز الثاني.

## وصلات خارجية
- الموقع الرسمي